# ステイ・ゴールド (映画)
『ステイ・ゴールド』は、野沢尚原案および脚本による1988年10月に公開された日本の映画である。公開に先立って野沢によりノベライズされている。少女版『スタンド・バイ・ミー』として宣伝された。

## あらすじ
修学旅行の1日目、麗子と理沙と真琴は親友の奈美がいなくなった事に気づく。3人は教師達が喋っているのを聞き、奈美がビルの上から飛び降り自殺をしたのを知ってしまう。彼女たちは修学旅行先を抜け出し、生前に奈美が教えてくれた『飲むと「永遠の友情」を得られる伝説の雫』を求めて旅に出る。

## 登場人物
和田麗子 - 鈴木美弥
名門女子校の初等部初等部６年生。3人の中では大人っぽく落ち着いた雰囲気を持つ。奈美の自殺にショックを受け、理沙や真琴と共に永遠の友情を手に入れるための旅に出る。
芦川理沙 - 水原里絵（のちの深津絵里）
麗子の親友の一人。ボーイッシュでやや反抗的な所がある。麗子達と共に修学旅行を抜け出し、冒険の旅に出る。
清原真琴 - 堀江葉月
麗子の親友の一人。至って陽気な三枚目。ラストでただ一人、同じ女子校の中等部に進学している。
小野寺奈美 - 山本清美
仲良しグループのもう一人のメンバー。詩や絵を愛するロマンチストだったが、修学旅行の日の朝、謎の飛び降り自殺をする。
- 高林晴彦 - 髙嶋政宏
- 坪井志麻子 - 渡辺典子
- 水車小屋の老人 - 成田三樹夫
- 島本武志 - 粟津號
- 広沢加代 - 小川菜摘
- 太田貞子 - 横山道代

## スタッフ
- 監督：村上修
- 原案・脚本：野沢尚
- 製作：末吉博彦、本村眞章
- 企画：本間文子
- プロデューサー：海野義幸、杉田敦、佐久間美加
- 音楽：大谷幸
- 撮影：藤澤順一
- 照明：長田達也
- 録音：佐藤富士男
- 美術：丸尾知行
- 編集：奥原好幸
- 助監督：石田和彦
- 記録：森永恭子
- 制作担当：藤田義則
- 協力：埼玉県秩父郡大滝村、大滝村立大滝中学校 ほか
- 製作：バンダイ、エムツーアールエフ、鎌倉スーパーステーション

## 主題歌
- 「EDGE OF THE MOONLIGHT」歌：スプラッシュ、作詞・作曲：高見沢俊彦

## 作品の評価
批評家筋は概ね好意的であったが不入り。

## 小説
- 1988年3月、角川文庫（ISBN 4-04-431201-X）。
※現在は絶版。
- 2006年4月、幻冬舎文庫（ISBN 4-344-40777-6）。

## トラブル
脚本を担当した野沢尚は、エッセイ『映画館に、日本映画があった頃』にて、完成間近の本作をメジャーな配給ルートに乗せるために、原作を1行も書いていない人気漫画家の名前を原作者としてクレジットする条件を呑むようにプロデューサーに言われ、野沢がその条件を承諾しなれば映画はお蔵入りになると、間接的な脅迫を受けていたと告発している。
つまりは 川原由美子の名前を利用して本作の配給ルートを拡大しようとした何者かが介在していたという事になる。
野沢は『ステイ・ゴールド』の制作にリハーサルから立ち会っており、製作費5千万という低予算での映画製作に苦しむ現場スタッフや出演者の姿を知っていたため「配給の都合のために、原作を1行も書いていない人気漫画家の名前を原作者名義でクレジットに入れる」という条件を呑んだと語っているが、野沢の脚本を元にして後から起こされるはずだった”原作漫画”の製作は反故になり、映画はメジャー配給に乗らない限定公開に。
野沢による同作の小説版が角川文庫から刊行されたが、野沢曰くの「何もしていない原作者」のクレジットが入ったノベライズ扱いとなった。野沢は本件について「ある人間たちに対して本物の憎悪を感じた」と当時を語っている。野沢の没後2006年に幻冬舎文庫から、 川原由美子の名前が外れた野沢尚単独名義の新装版『ステイ・ゴールド』文庫本が刊行されている。

## 同時上映
新宿ピカデリー3他、一部の劇場で『バカヤロー! 私、怒ってます』と限定公開。